# Пель-э-Дер
Пель-э-Дер (фр. Pel-et-Der) — коммуна во Франции, находится в регионе Шампань — Арденны. Департамент — Об. Входит в состав кантона Бриен-ле-Шато. Округ коммуны — Бар-сюр-Об.
Код INSEE коммуны — 10283.
Коммуна расположена приблизительно в 160 км к востоку от Парижа, в 65 км южнее Шалон-ан-Шампани, в 28 км к северо-востоку от Труа.

## Население
Население коммуны на 2008 год составляло 146 человек.
| 1962 | 1968 | 1975 | 1982 | 1990 | 1999 | 2008 |
| ---- | ---- | ---- | ---- | ---- | ---- | ---- |
| 160  | 176  | 161  | 146  | 138  | 141  | 146  |

## Экономика
В 2007 году среди 90 человек в трудоспособном возрасте (15—64 лет) 74 были экономически активными, 16 — неактивными (показатель активности — 82,2 %, в 1999 году было 69,8 %). Из 74 активных работали 71 человек (36 мужчин и 35 женщин), безработных было 3 (1 мужчина и 2 женщины). Среди 16 неактивных 3 человека были учениками или студентами, 8 — пенсионерами, 5 были неактивными по другим причинам.

## Достопримечательности
- Церковь Успения Пресвятой Богородицы (XVI век). Памятник истории с 1990 года[3]
- Некрополь Меровингов

## Фотогалерея
- Церковь Успения Пресвятой Богородицы
- Церковь Успения Пресвятой Богородицы
- Памятник погибшим в Первой мировой войне
- Карта коммуны